# Коронна колонія Мальта
Коронна колонія Мальта (англ. Crown Colony of the Island of Malta and its Dependencies або скорочено англ. Crown Colony of Malta) — британська колонія, створена шляхом перетворення Мальтійського протекторату в 1813 році. У 1964 році припинила своє існування через надання Мальті незалежності.

## Заснування і перші роки (1813—1824)

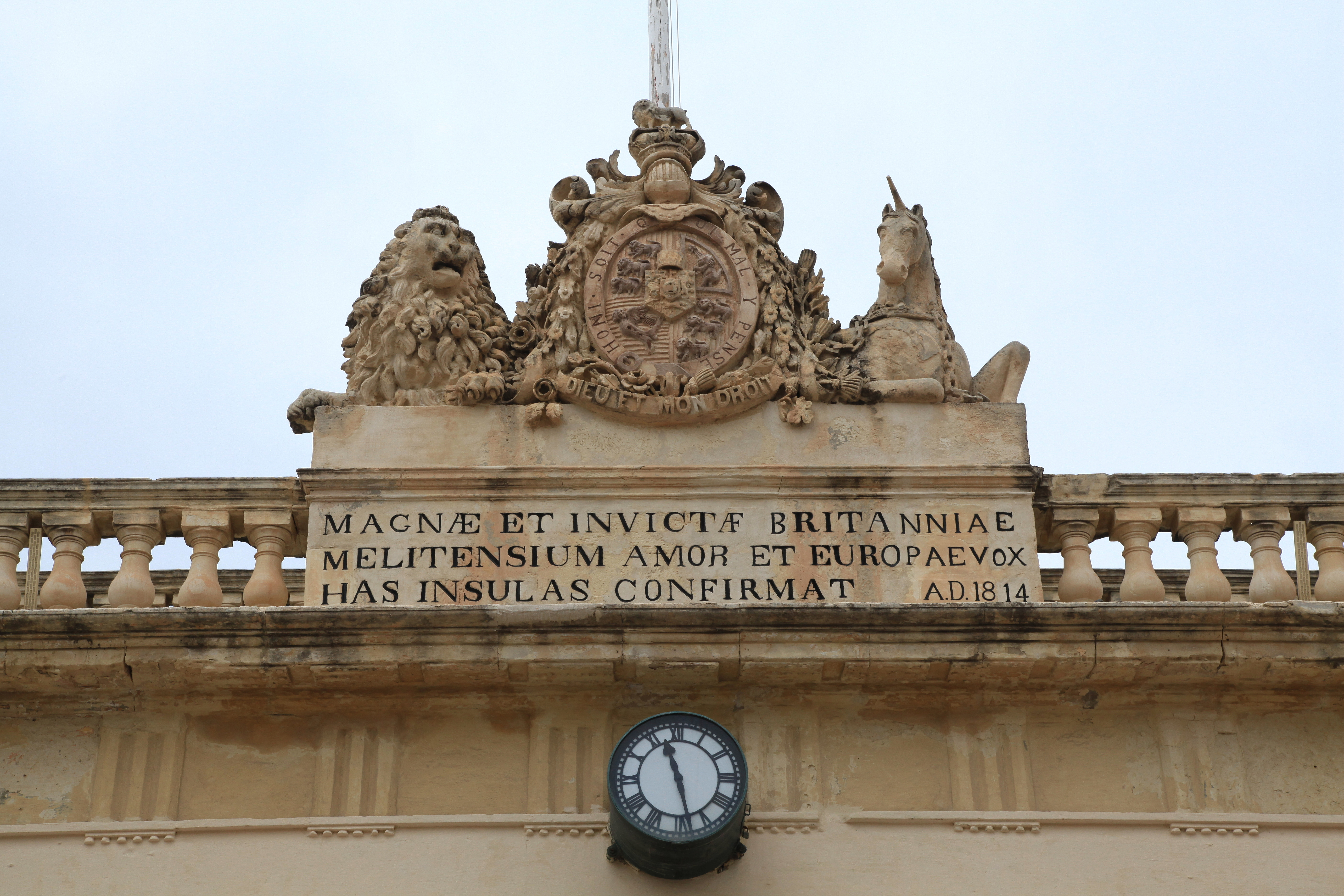
Британський герб на будинку Головної гвардії у Валлетті. У будинку нині знаходиться офіс генерального прокурора

У 1530 — 1798 роках Мальта перебувала під владою ордена Святого Іоанна. Орден був вигнаний з острова під час Війни другої коаліції, а Мальта була окупована Наполеоном. Після кількох місяців французького правління мальтійці збунтувалися і закликали на допомогу Британію. Зрештою французи капітулювали в 1800 році, і Мальта добровільно стала британським протекторатом. Велика Британія мала евакуювати свої війська згідно з умовами Ам'єнського договору 1802 року, але не виконала це зобов'язання, що стало одним з декількох взаємних випадків недотримання договору та врешті-решт призвело до відновлення війни між Великою Британією та Францією рік по тому.
Мальта стала королівською колонією 23 липня 1813 року, коли сер Томас Мейтланд був призначений губернатором Мальти. Статус Мальти як королівської колонії був підтверджений Паризьким договором 1814 року, який був знову підтверджений Віденським конгресом 1815 року.
У березні 1813 року на Мальті спалахнула чума, принесена британським торговим кораблем з Александрії. Хвороба почала поширюватися в Валлетті, і з прибуттям губернатора Мейтланда були введені більш жорсткі карантинні заходи. В січні 1814 року чума поширилася на Гоцо, але до березня того ж року зійшла нанівець. Загалом померло 4 486 осіб, що склало 4 % від загальної чисельності населення.
Після епідемії Мейтланд провів ряд реформ. Він правив авторитарно, зокрема відмовився сформувати консультативну раду, що складалась з представників населення Мальти, за що неофіційно був прозваний «Королем Томом». Він сформував поліцейські сили Мальти в 1814 році, та разом з тим при ньому було розпущено місцевий італомовний Університет зерна[уточнити переклад] (італ. Università dei Grani) у 1819 році. Були проведені різні реформи у сфері оподаткування та судочинства. Мейтланд залишався губернатором до своєї смерті 17 січня 1824 року.

## 1824—1914 роки

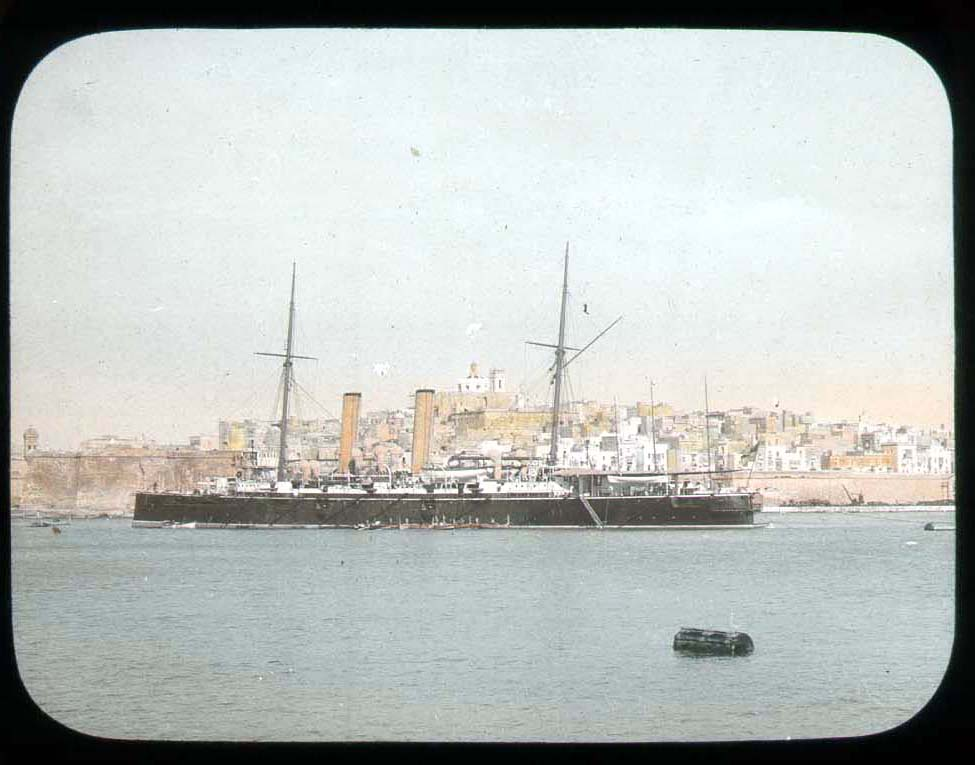
Британський військовий корабель у Великій гавані в 1896 році

У 1825 році мальтійський скудо та інші валюти, що були у використанні, було офіційно заміщено британським фунтом стерлінгів. Монетою найменшого номіналу була 1/3 фартингу, яку карбували неперіодично; востаннє такі монети карбувались у 1913. Попри це, скудо та різні іноземні монети залишались в обмеженому обігу. Останні скудо вийшли з обігу більш ніж 60 років потому, у жовтні-листопаді 1886.
Під час грецької війни за незалежність Мальта стала базою для британських, французьких і російських військово-морських сил, особливо після битви при Наварино в 1827 році. Місцева економіка почала зростати, але незабаром після закінчення війни в 1832 році настав економічний спад.
У 1828 році була скасована монополія католицької церкви. Три роки потому мальтійська кафедра стала незалежною від Палермської. У 1839 році цензура преси була скасована, і у Валетті почалося будівництво англіканського собору Святого Павла.
Після заворушень 1846 року, у 1849 році була створена Рада уряду з обраними членами під британським правлінням. У 1881 році було створено Виконавчу раду. У 1878 році Королівська комісія (Комісія Розвелла-Джуліана-Кінана) рекомендувала у своїй доповіді «англіцизацію» освітньої та судової систем Мальти.
У самоврядуванні мальтійцям було відмовлено до 1921 року, що негативно позначалося на економіці островів. Це було пов'язано з тим, що острів перенаселений і багато в чому залежав від британських військових витрат, які варіювалися в залежності від вимог війни. Протягом XIX століття британська адміністрація провела кілька ліберальних конституційних реформ, яким, як правило, чинили опір церква і мальтійська еліта, що намагалась зберегти свої феодальні привілеї. Політичні організації, такі як Націоналістична партія, були створені для захисту італійської мови на Мальті.
В останній чверті XIX століття намітилося зростання добробуту островів. Був заснований англо-єгипетський банк (1882) і почалася експлуатація залізниці (1883); перші поштові марки були випущені в 1885 році, а в 1904 році з'явилось трамвайне сполучення. У 1886 році військовий лікар Девід Брюс виявив збудника, що спричинює «мальтійську гарячку», а в 1905 році Темістоклес Замміт виявив джерела цієї хвороби. Нарешті, в 1912 році Дун Карм Псайла написав свій перший вірш мальтійською мовою.

## Перша світова війна і міжвоєнний період (1914—1940 роки)
Під час Першої світової війни Мальта стала відома як величезний госпіталь через кількість поранених солдатів, яких звозили сюди на лікування.
У 1919 році заворушення через високі ціни на хліб призвели до надання більшої автономії місцевим жителям протягом 1920-х років. Після того як Філіппо Скіберрас скликав Національні збори, в 1921 році острів отримав самоврядування під егідою британської корони. Мальта отримала двопалатний парламент з Сенатом (скасованим у 1949 році), що обирався Законодавчими зборами. Джозеф Говард був призначений прем'єр-міністром. У 1923 році гімн «L-Innu Malti» вперше прозвучав на публіці, і в тому ж році Франческо Бухаджар став прем'єр-міністром.
1930-ті роки стали періодом нестабільності у відносинах між мальтійською політичною елітою, мальтійською церквою і британськими правителями; Конституція 1921 року була припинена двічі. Вперше в 1930—1932 роках, після зіткнення між правлячою Конституційною партією і церквою та подальшого накладення покути на виборців партії та її союзників, що зробило вільні і чесні вибори неможливими. Другий раз в 1933 році, коли Національні збори проголосували за викладання італійської мови в початкових школах. Таким чином, Мальта повернулася до статусу королівської колонії.
До прибуття британців офіційною мовою протягом сотень років мовою освіченої еліти була італійська. У 1934 році англійська і мальтійська мови були оголошені єдиними офіційними мовами. Того року лише близько 15 % населення вільно говорили італійською. Це означало, що з 58 000 чоловіків, кваліфікованих за віком в якості присяжних, тільки 767 могли кваліфікуватися по мові, оскільки тільки італійська мова до цього використовувався в судах.

## Друга світова війна та її наслідки (1940—1947 роки)

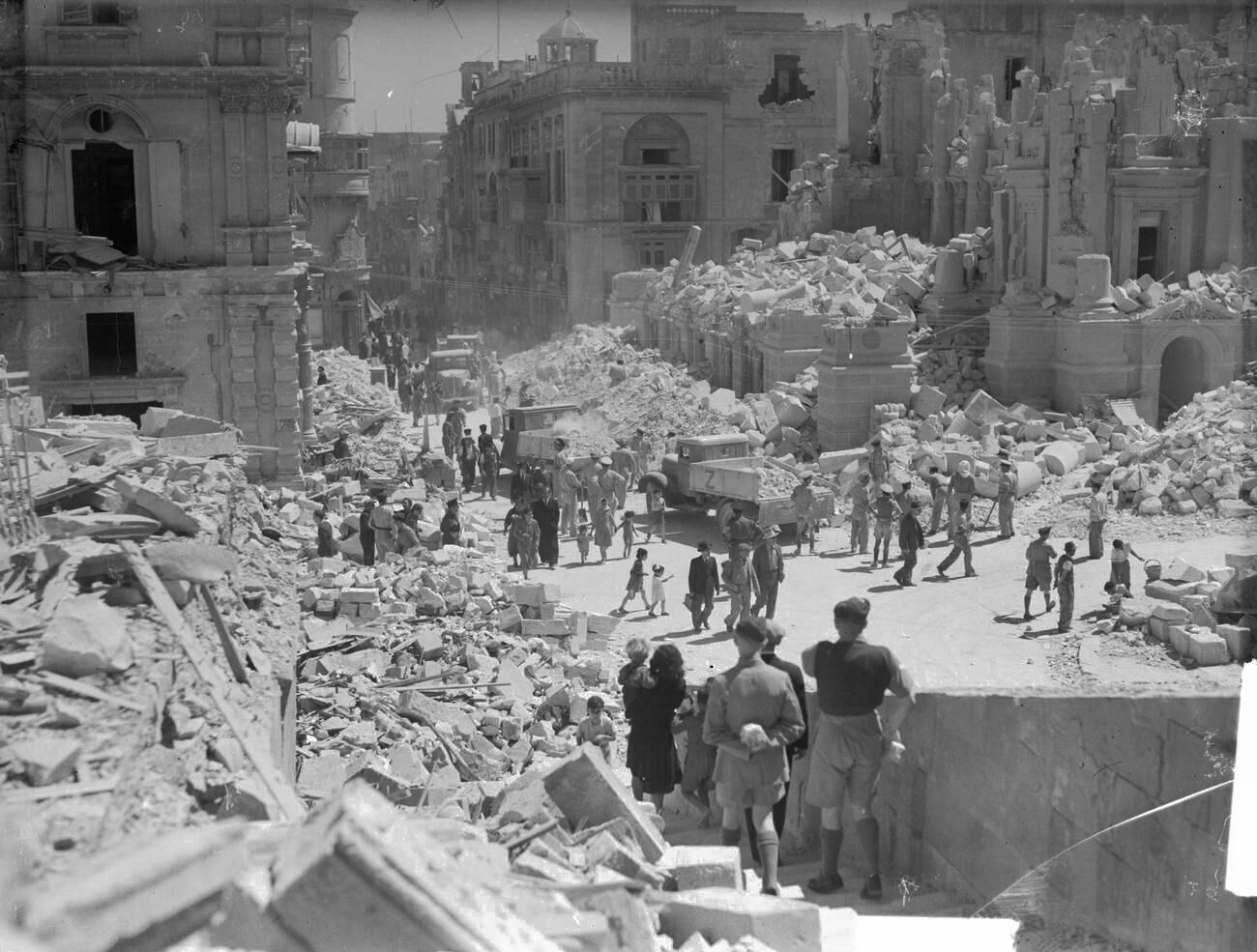
Військовослужбовці і цивільні особи розбирають уламки після бомбардування Страда-Реале у Валлетті 1 травня 1942 року

До Другої світової війни Валлетта була місцем розташування штаб-квартири Середземноморського флоту ВМС Великої Британії. Однак, незважаючи на заперечення Вінстона Черчилля, у квітні 1937 року командування було перенесенодо Александрії, Єгипет, через побоювання, що Мальта надто вразлива для повітряних атак з Європи. До часу вступу Італії у війну на Мальті був гарнізон, що налічував менше чотирьох тисяч солдатів, і п'ятитижневий запас продовольства. Крім того, засоби ППО Мальти складалися з 42 зенітних знарядь і кількох винищувачів-перехоплювачів.
Будучи британською колонією, розташованою недалеко від Сицилії і морських шляхів Осі, Мальта піддалася бомбардуванню італійськими і німецькими ВПС. Мальта використовувалася англійцями для нападу на італійський флот і мала базу підводних човнів. Вона також використовувалася як пост для перехоплення німецьких радіоповідомлень, включаючи шифри Енігма.
Перші повітряні нальоти на Мальту відбулися 11 червня 1940 року. Біплани ВПС Італії не змогли заподіяти істотної шкоди укріпленням острова. За перші п'ять місяців бойових дій літаки острова знищили або пошкодили близько 37 італійських літаків. На Мальті з початку війни до грудня 1941 року 330 осіб були вбиті і 297 були серйозно поранені.
15 квітня 1942 року король Георг VI нагородив Георгіївським хрестом (найвищою цивільною нагородою за доблесть) «острів-фортецю Мальту — її народ і захисників». Франклін Рузвельт прибув на острів 8 грудня 1943 року і вручив ноту подяки від імені народу Сполучених Штатів.
У 1942 році в межах Операції «П'єдестал» британський конвой прибув в Гранд-Гарбор, а в наступному році Франклін Рузвельт і Черчілль відвідали Мальту. Король Георг VI також відвідував острів з візитом.
Союзники почали вторгнення на Сицилію з Мальти в 1943 році. Після перемир'я в тому ж році італійський флот здався союзникам на Мальті. У 1945 році Черчілль і Рузвельт зустрілися на Мальті перед Ялтинською конференцією з Йосипом Сталіним.
Національні збори 1946 року прийняли конституцію 1947 року, знову отримавши самоврядування від Лондона, і Пол Боффа став п'ятим прем'єр-міністром Мальти.

## Самоврядування (1947—1964 роки)

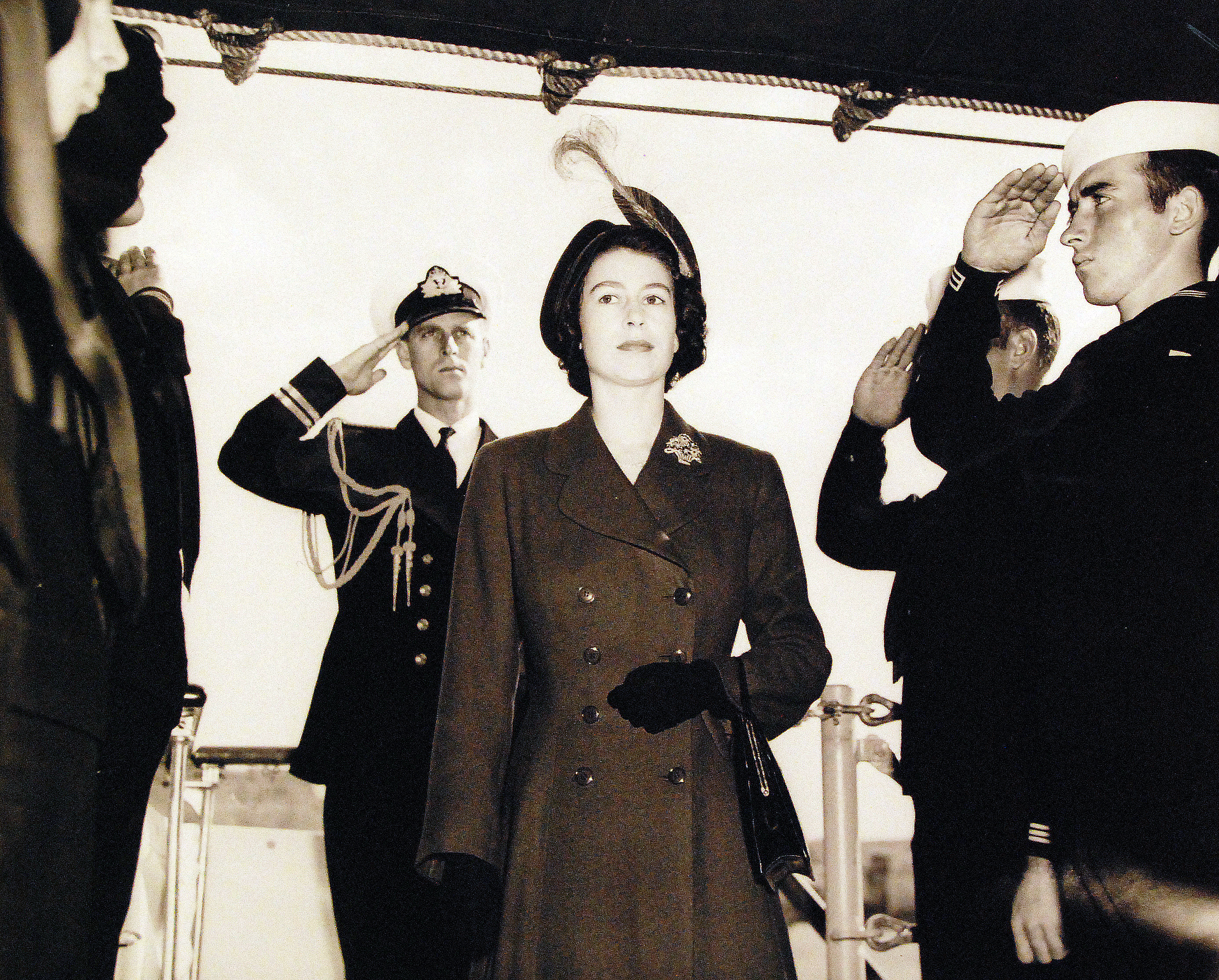
Принцеса Єлизавета (майбутня королева Мальти) і герцог Единбурзький на Мальті, 3 січня 1950 року

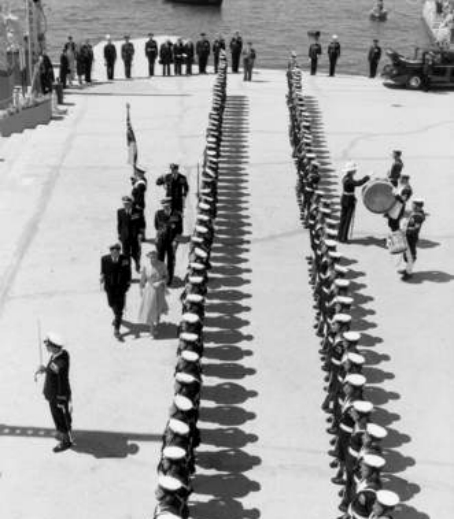
Королева Єлизавета II з візитом на військовому аеродромі Мальти, 1954 рік.

Після Другої світової війни Мальта отримала самоврядність, а Лейбористська партія Мальти Домініка Мінтоффа стала захищати інтеграцію з Великою Британією перед обличчям опонентів з Націоналістичної партії Джорджа Борга Олівера (Джорджо Борг Олів'є). Олівер виступав за незалежність або статус члена Співдружності, як Канада, Австралія і Нова Зеландія. Між тим, в 1949 році Велика Британія підписала Північноатлантичний договір і вступила в НАТО.
Після вступу Єлизавети II на престол у 1952 році, в грудні 1955 року, в Лондоні відбулася конференція, присвячена майбутньому Мальти, в якій взяли участь новий прем'єр-міністр Домінік Мінтофф, Борг Олів'є та інші мальтійські політики, а також міністр колоній Великої Британії Алан Леннокс-Бойд. Британський уряд погодився надати островам три місця в Британській палаті громад. Згідно з висловленими пропозиціями, мальтійський парламент зберігав відповідальність за всі справи, крім оборони, зовнішньої політики і оподаткування. Мальтійці також повинні були мати соціальний і економічний паритет з Великою Британією, що гарантувалося британським міністерством оборони, основним роботодавцем на островах.

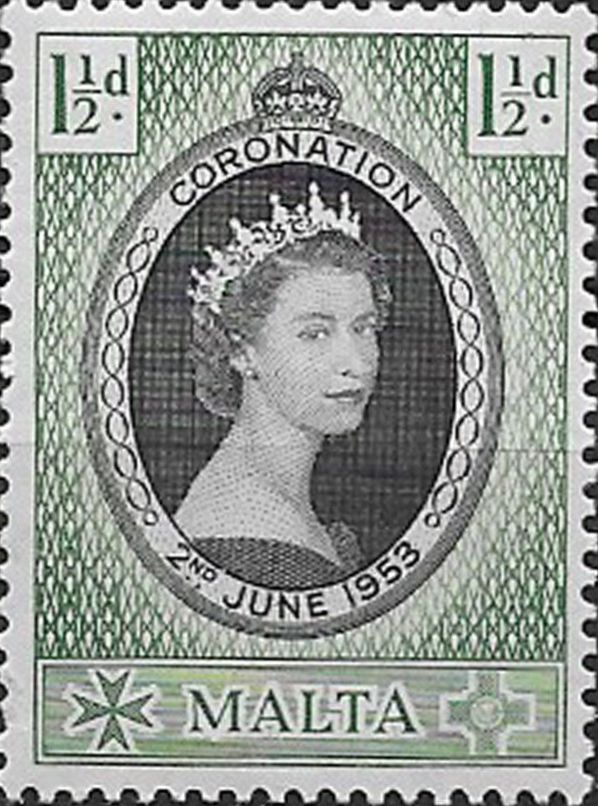
Мальтійська марка 1953 року з портретом королеви Єлизавети II

Референдум за вказаними пропозиціями було проведено 11 і 12 лютого 1956 року, на ньому 77,02 % виборців висловилися «за», але через бойкот з боку Націоналістичної партії проголосувало лише 59,1 % від загального числа виборців, що дозволило опозиції стверджувати, що результати референдуму нелегітимні.
Британські парламентарії висловили стурбованість тим, що представництво Мальти в Вестмінстері створить прецедент для інших колоній і вплине на результати загальних виборів.
Крім того, зниження стратегічного значення Мальти для Королівського флоту означало, що британський уряд все більш неохоче підтримував верфі острова. Після рішення Адміралтейства про звільнення 40 робітників на верфі Мальти Мінтофф заявив, що «представники мальтійського народу в парламенті заявляють, що вони більше не пов'язані угодами та зобов'язаннями перед британським урядом». У відповідь міністр колоній відправив телеграму Мінтоффу, заявивши, що він «нерозважливо ризикує» всім планом інтеграції.
В знак протесту Мінтофф подав у відставку з поста прем'єр-міністра, а Борг Олів'є відмовився сформувати новий уряд. Це призвело до того, що острови вдруге потрапили під пряме правління з Лондона, але тепер і лейбористи Мальти стали виступати за незалежність.
У той час як Франція проводила аналогічну політику в своїх колоніях, оголосивши їх заморськими департаментами, Мальта була єдиною британською колонією, де серйозно розглядалося питання про інтеграцію з Великою Британією. Наступні британські уряди виключили інтеграцію для решти заморських територій, таких як Гібралтар.
В 1961 році була затверджена нова конституція Мальти. Джордж Борг Олів'є став прем'єр-міністром в наступному році, а 21 вересня 1964 року Мальта стала незалежною.

Прапори Мальти по роках
Прапор Мальти в XIX столітті
1875-1898
1898-1923
1923-1943
1943-1964

Неофіційні прапори Мальти
Неофіційний прапор, 1943
Неофіційний прапор (1943-1964)